# 마지막 제국
《마지막 제국》(영어: Mistborn: The Final Empire)은 브랜던 샌더슨의 2006년 장편 판타지 소설이다. 미스트본 삼부작의 첫 번째 책이며, 불멸자가 지배하는 천년제국에 반기를 든 한 소녀를 주인공으로 한 이야기이다. 대한민국에는 나무옆의자에서 송경아 번역으로 출간되었다.